# Familia Cavalcanti de Albuquerque
Os Cavalcanti de Albuquerque são uma família brasileira, com ascendencia italiana, portuguesa e nativo americana (indigena) que teve grande importancia para contexto social, economico e politico da história do Brasil colonial e imperial, ainda restando até os dias de hoje, membros que possuem altos postos dentro da sociedade brasileira.
Cavalcanti é um apelido de família de remota origem italiana com origens na idade mesomedieval no Sacro Império. A grafia Cavalcante, também comum, é uma tentativa de aportuguesamento.
A origem italiana desta família encontra-se em Florença, de onde em meados do século XVI um de seus membros, Filippo Cavalcanti, transferiu-se para Portugal e depois para a Capitania de Pernambuco no Brasil.
Filippo Cavalcanti era filho de Giovanni Cavalcanti, um mercador e banqueiro florentino que possuía uma Casa de Moeda em Londres, tendo como um de seus clientes o rei Henrique VIII de Inglaterra, com quem trocava correspondências e tinha boa afinidade. Os Cavalcanti gozavam, em Florença, de boas relações, bem como de bons contatos em grandes cortes europeias.
Muitos se questionam quanto à razão que teria levado Filippo Cavalcanti, filho de um grande negociante florentino, a abandonar a para abrigar-se no Brasil. Há teorias que afirmam que o momento político em Florença não era dos melhores para a família Cavalcanti, dada a tentativa de homicídio de mais um dos Medici, o grão-duque Cosmo I, pela família Pazzi, com participação de um dos familiares de Filippo, Bartolomeu Cavalcanti. Assim, considerando esta situação, para evitar perseguições e também considerando o crescimento do Novo Mundo com o negócio do açúcar, Filippo resolveu migrar para a colônia portuguesa em alta, o Brasil, mais especificamente a sua então província mais rica: Pernambuco.
Já na América, casou-se com Dona Catarina de Albuquerque, neta de Lopo de Albuquerque e filha de Jerónimo de Albuquerque com a nativa americana do tronco tupi batizada em português como Maria do Espírito Santo Arcoverde. Sendo Jerónimo de Albuquerque, figura importante na corte portuguesa a época, uma carta escrita pela Rainha Catarina da Austria, diz que Jeronimo era descendente de reis (especialmente do Rei Dom Dinis da Casa de Borgonha).
O casal teve onze filhos, que geraram numerosa descendência hoje espalhada por todo o Brasil, especialmente no Nordeste. 
Ao longo dos anos foram criados diversos ramos da familia, como os Cavalcanti de Albuquerque e Lacerda, os Cavalcanti de Albuquerque Mello, os Cavalcanti de Albuquerque Maranhão, os Holanda Cavalcanti de Albuquerque e os Bezerra Cavalcanti de Albuquerque.
No Brasil, a linhagem instalou-se primeiramente na Capitania de Pernambuco, em 1535, tornando-se uma das mais tradicionais famílias do país.
No Brasil colonial, um ramo da familia Cavalcanti de Albuquerque teria sido a criadora de um movimento revolucionário e independentista conhecido por Conspiração dos Suassunas. Já no Império do Brasil, fizeram parte da junta governativa e da presidencia e vice-presidencia da Provincia de Pernambuco, Minas Gerais, Rio Grande do Norte e Rio de Janeiro, bem como chegaram a ocupar 1/3 das vagas do Senado Imperial, estiram diretamente envolvidos na renuncia de Dom Pedro I, nas eleições para regente uno, no Golpe da Maioridade, nas eleições do cacete e na Revolução Praieira, devido a isso, alguns historiadores consideram os Cavalcanti de Albuquerque como uma das familias mais poderosas da história do Brasil.
Alguns dos principais membros da família foram:
Jeronimo de Albuquerque
Brites de Albuquerque
Filippo Cavalcanti
Maria do Espirito Santo Arcoverde
Pedro de Albuquerque e Melo
Antonio Bezerra Cavalcanti
Francisco de Moura Rolim
Cosme Rangel de Macedo
Antonio Cavalcanti de Albuquerque
Antonio de Holanda e Vasconcelos
Antônio Francisco de Paula e Holanda Cavalcanti de Albuquerque
Francisco de Paula Cavalcanti de Albuquerque
Afonso de Albuquerque Maranhão
Francisco do Rego Barros
Pedro Francisco de Paula Cavalcanti de Albuquerque
Frederico de Almeida e Albuquerque
Manoel Caetano de Almeida e Albuquerque
Lourenço Cavalcanti de Albuquerque
Manuel Ignacio Cavalcanti de Lacerda
Antonio Gonçalves Ferreira
Democrito Cavalcanti de Albuquerque Mello
Jeronimo de Albuquerque Maranhão
José Francisco de Paula Cavalcanti de Albuquerque
Lourenço Cavalcanti de Albuquerque Maranhão
Luís Francisco de Paula Cavalcanti de Albuquerque
Manuel Artur de Holanda Cavalcanti de Albuquerque
André de Albuquerque Maranhão Júnior
Pedro de Barros Cavalcanti de Albuquerque
Alvaro Barbalho Uchoa Cavalcanti
João Maurício Cavalcanti Wanderley
José Paulino de Almeida e Albuquerque
Delfino Augusto Cavalcanti de Albuquerque
João Pessoa Cavalcanti de Albuquerque
José Pessoa Cavalcanti de Albuquerque
Joaquim Arcoverde Cavalcanti de Albuquerque
José Maria Cavalcanti de Albuquerque Mello
Diogo Velho Cavalcanti de Albuquerque
Amaro Bezerra Cavalcanti de Albuquerque
Félix Cavalcanti de Albuquerque Mello
Adolfo de Barros Cavalcanti de Albuquerque Lacerda
Epitácio Pessoa Cavalcanti de Albuquerque
Sandra Martins Cavalcanti de Albuquerque
Natalicio Tenório Cavalcanti de Albuquerque
Marcos Cavalcanti de Albuquerque
Emiliano Augusto Cavalcanti de Albuquerque Mello
Marcos Cintra Cavalcanti de Albuquerque
Ricardo Fleury Cavalcanti de Albuquerque e Lacerda
Francisco Buarque de Holanda
Aurélio Buarque de Holanda
Ana de Holanda
Sergio Buarque de Holanda
1. ↑  «Quem viver em Pernambuco não há de estar enganado…». Brasil de Fato. 10 de junho de 2016. Consultado em 11 de maio de 2025
2. ↑  «Do Rei Dom Diniz ao Adão Pernambucano». familytrees.genopro.com. Consultado em 11 de maio de 2025
3. ↑  Henrique Fontes Cadena, Paulo (31 de janeiro de 2011). «Ou há de ser Cavalcanti, ou há de ser cavalgado : trajetórias políticas dos Cavalcanti de Albuquerque (Pernambuco, 1801-1844)». repositorio.ufpe.br. Consultado em 11 de maio de 2025
4. ↑  Carvalho, Marcus J. M. de (1998). «Cavalcantis e cavalgados: a formação das alianças políticas em Pernambuco, 1817-1824». Revista Brasileira de História: 331–366. ISSN 0102-0188. doi:10.1590/S0102-01881998000200014. Consultado em 11 de maio de 2025